# Tytus Benni
Tytus Junius Benni (ur. 26 grudnia 1877 w Warszawie, zm. 1 listopada 1935 tamże) – polski językoznawca, nauczyciel i profesor Uniwersytetu Warszawskiego.

## Życiorys
Jego ojciec Herman Benni był lektorem języka angielskiego na Uniwersytecie Warszawskim. Tytus Benni kształcił się w gimnazjach w Dorpacie, Warszawie i Halle, następnie studiował językoznawstwo na uniwersytetach w Lipsku (1897–1899, 1900–1901) i Fryburgu Bryzgowijskim (1903–1905); uzupełniał studia w Monachium, Lipsku i Hamburgu. We Fryburgu obronił doktorat (1905). W latach 1907–1912 pracował jako nauczyciel języka polskiego w gimnazjum męskim w Starej Wsi koło Warszawy, 1912–1914 w szkole żeńskiej w Klarysewie. Wykładowca fonetyki na Wydziale Humanistycznym Towarzystwa Kursów Naukowych w Warszawie (1911-1912). Od 1914 był pedagogiem w Warszawie – uczył języków obcych i fonetyki w szkołach średnich oraz Seminarium Nauczycieli dla Głuchoniemych. Od stycznia do sierpnia 1915 był sekretarzem Komisji Szkół Wyższych, zajmującej się organizacją szkolnictwa wyższego na ziemiach polskich. Był pracownikiem Rady Sekcji Oświecenia Publicznego Departamentu Wyznań Religijnych i Oświecenia Publicznego Tymczasowej Rady Stanu.
W 1920 został mianowany profesorem Uniwersytetu Warszawskiego, nie podjął wykładów ze względu na stan zdrowia. Kierował na UW Katedrą Fonetyki (1920–1924) i Instytutem Fonetycznym (od 1930). Był również instruktorem dydaktyki języków obcych w Ministerstwie Wyznań Religijnych i Oświaty Publicznej oraz od 1932 dyrektorem Muzeum Oświaty i Wychowania w Warszawie. Prowadził wykłady z fonetyki w Instytucie Pedagogiki Specjalnej w Warszawie (1922–1926).
W 1908 został członkiem czynnym, a w 1929 członkiem rzeczywistym Towarzystwa Naukowego Warszawskiego; w latach 1915–1924 był sekretarzem Komisji Językowej TNW. Od 1928 członek Międzynarodowego Towarzystwa Fonetyki Eksperymentalnej, od 1930 pełnił funkcję jego wiceprzewodniczącego.
W pracy naukowej zajmował się językoznawstwem ogólnym, fonetyką i dydaktyką języków obcych. Zagadnieniami fonetyki zainteresował się pod wpływem Jana Baudouina de Courtenay. Opracował podstawy naukowe polskiej fonetyki opisowej i eksperymentalnej, prowadził badania porównawcze nad wymową polską, angielską, niemiecką i francuską. Zasłużył się dla rozwoju nauczania głuchoniemych. Opracował podręcznik gramatyki angielskiej z szerokim uwzględnieniem fonetyki (1908).
Pochowany na cmentarzu ewangelicko-augsburskim przy ulicy Młynarskiej (aleja 49, grób 23).

## Publikacje
Ogłosił szereg prac naukowych, m.in.:
- Z dziedziny akomodacji międzywyrazowej (1902)
- O samogłoskach nosowych w wyrazach obcych (1905)
- Upodobnienie spółgłosek pod względem dźwięczności (1907)[4]
- Samogłoski polskie. Analiza fizjologiczna i systematyka (1912)[5]
- Klasyfikacja dźwięków języka polskiego (1913)[6]
- Fonetyka opisowa (1915, w: Język polski i jego historia)
- Fonetyka polska (1923, w: Gramatyka języka polskiego)
- Ortofonia polska (1924)[7]
- Czytanie z ust dla ogłuchłych w wieku późniejszym w świetle psychologii i fizjologii mowy (1927)[8]